# Троицкий, Сергей Геннадьевич
Серге́й Генна́дьевич Тро́ицкий (14 февраля 1961, Брянск, СССР) — советский и российский футболист, защитник.

## Карьера
С 1981 по 1985 год играл за брянское «Динамо», провёл 103 матча, забил 9 голов. В 1986 году перешёл в московское «Торпедо», за которое сыграл 12 встреч в чемпионате СССР и выиграл в составе команды Кубок СССР.
С 1987 по 1991 год снова играл в брянском «Динамо», провёл 176 матчей, забил 9 голов. В 1992 году перешёл в «Кубань», за которую сыграл 15 матчей в Высшей лиге России. В том же году провёл 1 игру за «Ниву» (Славянск-на-Кубани), после чего перешёл в украинский клуб «Кремень», где играл до 1996 года, проведя 100 матчей и забив 1 гол.
С 1996 по 1997 год провёл 48 матчей и забил 5 мячей за брянский «Спартак», а в сезоне 1998 года снова вернулся в брянское «Динамо», за которое сыграл 27 встреч.

## Достижения
- Обладатель Кубка СССР: 1985/86

## После карьеры
После завершения профессиональной карьеры занимался на любительском уровне пляжным футболом, возглавлял сборную Брянской области по данному виду спорта.